# Microtus quasiater
Microtus quasiater är en däggdjursart som först beskrevs av Elliott Coues 1874.  Microtus quasiater ingår i släktet åkersorkar och familjen hamsterartade gnagare. IUCN kategoriserar arten globalt som nära hotad. Inga underarter finns listade i Catalogue of Life.
Individerna blir med svans 112 till 137 mm långa, svanslängden är 17 till 25 mm och vikten är 26 till 30 g. De har 17 till 19 mm långa bakfötter och 11 till 18 mm långa öron. På ovansidan förekommer brun päls med olivgrön skugga. Arten skiljer sig från Microtus mexicanus i avvikande detaljer av kindtändernas konstruktion. Hos honor förekommer fyra spenar.
Denna gnagare förekommer i bergstrakten Sierra Madre Oriental i östra Mexiko. Utbredningsområdet ligger 500 till 2150 meter över havet. Arten föredrar fuktiga bergsängar men den hittas även på andra gräsmarker, i molnskogar och på jordbruksmark.
Microtus quasiater äter främst rötter och andra underjordiska växtdelar samt några gröna växtdelar. Antalet ungar per kull är mindre än hos åkersorkar som lever i norra Mexiko och USA. Arten gräver liksom andra åkersorkar underjordiska bon.